# Elisabeth Chávez Hernández
Elisabeth Chávez Hernández (geboren am 17. November 1990 in Los Realejos) ist eine spanische Handballspielerin, die auf der Spielposition Kreisläufer eingesetzt wird.

## Vereinskarriere
Sie begann mit dem Handball bei Balonmano Sagunto, wo sie von 2007 bis 2012 spielte. Anschließend wechselte sie nach Frankreich zu OGC Nice Côte d’Azur Handball, von dort im Jahr 2015 zu Fleury Loiret HB. Von 2017 an lief sie für Nantes Atlantique Handball auf. Seit 2019 ist sie für Handball Plan-de-Cuques aktiv.

## Auswahlmannschaften
Auch für die spanischen Auswahlmannschaften lief sie auf. Ihren ersten Einsatz bestritt sie 2006 mit der Jugendauswahl. Bis 2006 bestritt sie 42 Länderspiele für Spaniens Jugendmannschaft und warf darin insgesamt 75 Tore.
Von 2006 bis 2010 war sie in 44 Spielen der Juniorinnen eingesetzt und warf 73 Tore.
Am 16. Oktober 2008 lief sie erstmals für die spanische Nationalmannschaft auf. Mit insgesamt 185 Spielen zählt sie zu den Spielerinnen mit den meisten Einsätzen für Spanien. Mit der Mannschaft nahm sie an den Europameisterschaft 2008 (2. Platz), der Weltmeisterschaft 2009 (4. Platz), der Europameisterschaft 2010 (11. Platz), der Weltmeisterschaft 2011 (3. Platz), der Europameisterschaft 2012 (11. Platz), den Mittelmeerspielen 2013 (5. Platz), der Weltmeisterschaft 2013 (9. Platz), der Europameisterschaft 2014 (2. Platz), der Weltmeisterschaft 2015 (12. Platz), an den Olympischen Spielen 2016 (6. Platz), an der Europameisterschaft 2016 (11. Platz) sowie an der Weltmeisterschaft 2017 (11. Platz) teil. In ihren 185 Länderspielen warf sie 130 Tore.